# 小行星2964
小行星2964（2964 Jaschek）是一颗围绕太阳公转的小行星。1974年7月16日，菲利克斯·阿吉拉爾天文台在圣胡安省发现了此天体。
該小行星以德裔阿根廷天文學家卡洛斯·雅斯切克命名。
这颗小行星的绝对星等为59.98990等。